# Scott Tenorman Must Die
"Scott Tenorman Deve Morrer" é o episódio nº 69 (quarto episódio da quinta temporada) da série de desenhos animados adultos South Park, transmitida originariamente pelo canal Comedy Central em 11 de julho de 2001. A banda de rock inglesa Radiohead aparece como "convidado especial".

## Enredo
Eric Cartman encontra seus amigos Stan, Kenny e Kyle e se gaba contando que é o primeiro deles a alcançar a puberdade, pois obtivera seu primeiro "pentelho" (pelo pubiano). Contudo, o pelo de que fala não é dele mas comprado do garoto de quinze anos Scott Tenorman por dez dólares, que assim se aproveitou da ingenuidade de Cartman o qual aparentemente não sabia que o pelo deveria ser próprio e não adquirido para a puberdade. Quando seus amigos lhe explicam que fora enganado, Cartman, irritado, passa a realizar várias tentativas de reaver seu dinheiro de volta. Mas, a cada uma delas, ele sofre nova enganação de Scott que ainda o humilha queimando o dinheiro na sua frente. Cartman então planeja vingança. Ele treina um ponei para morder o pênis de Scott mas, ao saber disso, Jimbo Kern diz ao garoto que a melhor forma de humilhar Scott é descobrir a fraqueza dele.
Após vigiar a casa de Scott, Cartman descobre que o garoto é fã da banda Radiohead. Ele então convida a todos para assistirem um vídeo de uma entrevista da banda, dublando com a própria voz as dos integrantes e dizendo que odeiam Scott. Em represália, o garoto vai ao monitor e coloca o vídeo humilhante que fizera de Cartman quando este tentava reaver o dinheiro e com isso todos riem inclusive Kenny que literalmente morre de tanto rir. Cartman não desiste e escreve uma carta ao Radiohead, assinando-a como Scott, e pedindo para que eles visitem South Park pois era fã deles e estava morrendo de "câncer no reto". Cartman conta a Stan e Kyle sobre seu plano da mordida no pênis de Scott no festival do chili, bem quando o Radiohead chegasse, o que faria com que o garoto chorasse e os músicos achassem que ele não era legal. Mas Stan e Kyle avisam Scott sobre o plano de Cartman. Scott então pede aos amigos que recolham pelos pubianos de todos os garotos de South Park na intenção de misturar ao chili que cozinhava. Ao mesmo tempo ele pede a seus pais que fossem a fazenda e recolhessem um ponei que está abandonado, como lhe contara seu "amigo" Cartman. E os pais, sensibilizados, prometem levar o animal para um abrigo e Scott acha que ficará livre de perigo.
No dia seguinte no Festival do Chili, Scott, Chef e Cartman trazem tigelas com o cozido para a competição. Scott pede a Cartman que prove seu chili enquanto ele faz o mesmo com o de Cartman. Quando Cartman termina de comer, Scott se prepara para contar que seu ingrediente secreto são os pelos pubianos dos garotos, que assistem ao redor prontos para rirem. Mas antes Cartman revela que já sabia disso e, secretamente, trocara o chili de Scott com o do Chef. Ele diz que contara a Stan e Kyle pois sabia que eles lhe trairiam e avisariam Scott. Em seguida, narra o seu verdadeiro plano de vingança: avisara o fazendeiro dono do ponei, o Senhor Denkins, de que tentariam roubar o animal. Quando os pais de Scott chegaram para pegar o ponei, o Senhor Denkins os abateu a tiros. Enquanto o fazendeiro se explicava para a polícia, Cartman pegou os corpos e os cortou em partes, misturando-os ao chili que dera para Scott. Scott encontra um dedo de sua mãe no cozido e começa a chorar. Finalizando a vingança de Cartman, Radiohead chega e acha que o garoto está chorando por causa da doença e o repreendem por isso. Cartman encosta na face de Scott e começa a beber suas lágrimas, o que faz com que Kyle diga a Stan para que nunca deixem Cartman zangado novamente. E Stan concorda.